# 卡爾頓 (堪薩斯州)
卡爾頓（英語：Carlton）是一個位於美國堪薩斯州迪金森縣的城市。

## 地方資料
根據2020年美國人口普查的數據，卡爾頓的面積為0.44平方千米，當中陸地面積為0.44平方千米，而水域面積為0.00平方千米。當地共有人口40人，而人口密度為每平方千米90.91人。